# Whatever the Cost (film 1918)
Whatever the Cost è un film muto del 1918 diretto da Robert Ensminger. Distribuito dal W.W. Hodkinson, aveva come interprete Anita King.

## Trama
A Glen Cove, città che si trova sulla costa frastagliata in riva all'oceano, è sede di un attivo commercio illegale di bevande alcoliche. Belle, la moglie di Black Jack Fanning, il proprietario del saloon, è corteggiata da Paul Otard, che finge di amarla per cercare di scoprire il deposito che viene usato per nascondere il whisky contrabbandato da John Farley. Jess, la figlia di John, è un vero maschiaccio ma, quando trova in soffitta un vecchio abito di sua madre, cede alla tentazione di provarlo. In quel momento, appare Paul che, colpito dalla bellezza della ragazza, cerca di baciarla. Lei, però, respinge rudemente le sue non gradite avances, giungendo a minacciarlo con la pistola.

Farley viene ucciso e la figlia, alla ricerca del suo assassino, va a lavorare come ballerina nel saloon. Steve Douglas è l'investigatore al quale sono state affidate le indagini per debellare il commercio illegale di whisky. Lui e Jess si innamorano ma poi la giovane giunge all'errata conclusione che il detective sia l'assassino di suo padre e decide di ucciderlo. Si scoprirà, invece, che il vero colpevole è proprio Paul e Jess, sollevata, può riunirsi all'uomo amato.

## Produzione
Il film, prodotto dalla Plaza Pictures, venne girato a Long Beach, in California.

## Distribuzione
Distribuito dalla W.W. Hodkinson, il film uscì nelle sale statunitensi il 7 ottobre 1918. In Danimarca, fu distribuito il 23 febbraio 1920 con il titolo Smuglerens Datter.
Non si conoscono copie ancora esistenti della pellicola che viene considerata presumibilmente perduta.